# Stefano Arcieri
Stefano Arcieri (Teramo, 8 maggio 1998) è un pallamanista italiano, ala sinistra del SSV Brixen Handball e della Nazionale di pallamano maschile dell'Italia.
È stato capocannoniere della Serie A - 1ª Divisione Nazionale 2017-2018.

## Caratteristiche tecniche
Ala sinistra imponente, fa della velocità e dell'esplosività le sue armi principali. La forza delle gambe spesso lo porta a compiere salti dove rimane in aria per molto tempo, riuscendo a coordinarsi per il tiro nonostante il poco spazio concesso dal difensore.

## Carriera

### Club

#### Inizi a Teramo e il prestito a Fasano
Inizia la carriera nelle giovanili del Teramo Handball, squadra della sua città. A sedici anni va in prestito per due anni alla Pallamano Junior Fasano dove vince uno Scudetto, due Coppe Italia e una Supercoppa italiana.

#### Cingoli
Nel 2017, scaduto il prestito alla Junior Fasano, rientra a Teramo ma viene nuovamente ceduto in prestito alla Polisportiva Cingoli, con la quale otterrà la permanenza nella categoria e il titolo di capocannoniere in coabitazione con Udovičić del Trieste.

#### Bolzano
L'anno successivo, approda in Alto Adige al SSV Bozen Loacker. Qui vince uno Scudetto, due Coppe Italia e due Supercoppe italiane.

#### Riihimäki Cocks
Al termine anticipato della stagione 2019-2020 la formazione finlandese del Riihimäki Cocks comunica l'acquisto a titolo definitivo di Arcieri.
Arcieri in Finlandia stenta a decollare: lasciato spesso in panchina a discapito del capitano Tamminen dal coach Boris Dvoršek, suo ex allenatore a Bolzano, va a referto solamente 17 volte in 12 partite. Dopo l'eliminazione del Riihimäki dalla European Cup, Arcieri risolve consensualmente il contratto che lo legava al club finnico.

#### EGO Siena
Il 12 gennaio 2021 viene ufficializzato il suo approdo all'EGO Siena. Fa il suo esordio in maglia bianconera (senza reti) il 30 gennaio 2021, nella sconfitta casalinga contro la sua ex squadra della Junior Fasano.
Il 30 giugno 2021, in seguito alla rinuncia d'iscrizione al massimo campionato da parte della società toscana, rimane svincolato.

#### SSV Brixen
Il 20 agosto 2021 viene ufficializzato la sua firma per il Brixen, club storico della pallamano italiana.

### Nazionale
Arcieri debutta in Nazionale maggiore il 4 aprile 2018 in un torneo amichevole contro Georgia, Finlandia e Israele.
Il 4 dicembre 2024 viene inserito nella long list dei convocati per il ritiro pre Mondiale 2025.

## Palmarès

### Club
- Campionato di Serie A: 2
Junior Fasano: 2015-16
Bozen: 2018-19

- Coppa Italia: 6
Junior Fasano: 2015-16, 2016-17
Bozen: 2018-19, 2019-20
Brixen: 2022-23, 2023-24

- Supercoppa italiana: 3
Junior Fasano: 2016
Bozen: 2019
Brixen: 2024

### Individuale
- Miglior marcatore Serie A: 1
2017-18 (a pari merito con Udovičić)

## Statistiche

### Presenze e reti nei club
Statistiche aggiornate al 3 maggio 2025.
| Stagione             | Squadra              | Campionato           | Campionato | Campionato | Coppe nazionali | Coppe nazionali | Coppe nazionali | Coppe continentali | Coppe continentali | Coppe continentali | Altre coppe | Altre coppe | Altre coppe | Totale | Totale |
| Stagione             | Squadra              | Comp                 | Pres       | Reti       | Comp            | Pres            | Reti            | Comp               | Pres               | Reti               | Comp        | Pres        | Reti        | Pres   | Reti   |
| -------------------- | -------------------- | -------------------- | ---------- | ---------- | --------------- | --------------- | --------------- | ------------------ | ------------------ | ------------------ | ----------- | ----------- | ----------- | ------ | ------ |
| gen.-giu. 2015       | Junior Fasano        | A                    | 1          | 0          | CI              | 0               | 0               | -                  | -                  | -                  | -           | -           | -           | 1      | 0      |
| 2015-2016            | Junior Fasano        | A                    | 26         | 32         | CI              | 2               | 0               | -                  | -                  | -                  | SI          | 1           | 0           | 29     | 32     |
| 2016-2017            | Junior Fasano        | A                    | 25         | 66         | CI              | 3               | 4               | -                  | -                  | -                  | -           | -           | -           | 28     | 70     |
| Totale Junior Fasano | Totale Junior Fasano | Totale Junior Fasano | 52         | 98         |                 | 5               | 4               |                    | -                  | -                  |             | -           | -           | 58     | 102    |
| 2017-2018            | Cingoli              | A                    | 26         | 195        | CI              | 3               | 14              | -                  | -                  | -                  | -           | -           | -           | 29     | 209    |
| 2018-2019            | SSV Bozen            | A                    | 26         | 78         | CI              | 3               | 10              | -                  | -                  | -                  | SI          | 1           | 5           | 30     | 93     |
| 2019-2020            | SSV Bozen            | A                    | 19         | 84         | CI              | 3               | 10              | EHFCup             | 2                  | 3                  | -           | -           | -           | 24     | 97     |
| Totale Bozen         | Totale Bozen         | Totale Bozen         | 45         | 162        |                 | 6               | 20              |                    | 2                  | 3                  |             | -           | -           | 54     | 190    |
| 2020-gen. 2021       | Riihimäki Cocks      | SM-L                 | 12         | 17         | SC              | 1               | 2               | EC                 | 3                  | 1                  | -           | -           | -           | 16     | 20     |
| gen.- giu. 2021      | Siena                | A                    | 13         | 80         | CI              | 1               | 4               | -                  | -                  | -                  | -           | -           | -           | 14     | 84     |
| 2021-2022            | Brixen               | A                    | 24         | 115        | CI              | 1               | 6               | -                  | -                  | -                  | -           | -           | -           | 25     | 121    |
| 2022-2023            | Brixen               | A                    | 28         | 68         | CI              | 3               | 6               | EC                 | 4                  | 12                 | -           | -           | -           | 35     | 86     |
| 2023-2024            | Brixen               | A                    | 32         | 149        | CI              | 3               | 8               | EC                 | 4                  | 25                 | SI          | 1           | 7           | 40     | 188    |
| 2024-2025            | Brixen               | A                    | 26         | 121        | CI              | 1               | 2               | EC                 | 6                  | 27                 | SI          | 1           | 4           | 34     | 154    |
| 2025-2026            | Brixen               | A                    | 0          | 0          | -               | -               | -               | -                  | -                  | -                  | -           | -           | -           | 0      | 0      |
| Totale Brixen        | Totale Brixen        | Totale Brixen        | 110        | 453        |                 | 5               | 14              |                    | 14                 | 64                 |             | 2           | 11          | 129    | 550    |
| Totale carriera      | Totale carriera      | Totale carriera      | 259        | 1005       |                 | 21              | 63              |                    | 19                 | 68                 |             | 4           | 16          | 306    | 1178   |

### Cronologia, presenze e reti in nazionale
Aggiornato al 18 marzo 2023
| Data       | Città             | In casa     | Risultato | Ospiti      | Competizione                 | Reti |
| ---------- | ----------------- | ----------- | --------- | ----------- | ---------------------------- | ---- |
| 10-04-2019 | Faenza            | Italia      | 26-23     | Slovacchia  | Qual. Euro20                 | 3    |
| 14-04-2019 | Považská Bystrica | Slovacchia  | 23-26     | Italia      | Qual. Euro20                 | 3    |
| 13-06-2019 | Busto Arsizio     | Italia      | 23-30     | Russia      | Qual. Euro20                 | 1    |
| 16-06-2019 | Kecskemét         | Ungheria    | 32-29     | Italia      | Qual. Euro20                 |      |
| 10-01-2019 | Benevento         | Italia      | 28-28     | Kosovo      | Qual. Mondiali 2021          | 6    |
| 11-01-2019 | Benevento         | Georgia     | 28-25     | Italia      | Qual. Mondiali 2021          | 1    |
| 12-01-2020 | Benevento         | Italia      | 24-29     | Romania     | Qual. Mondiali 2021          | 2    |
| 08-11-2020 | Pescara           | Italia      | 24-39     | Norvegia    | Qual. Euro22                 | 4    |
| 10-03-2021 | Minsk             | Bielorussia | 37-32     | Italia      | Qual. Euro22                 |      |
| 14-01-2022 | Tórshavn          | Lettonia    | 23-36     | Italia      | Qual. Mondiali 2023          | 1    |
| 15-01-2022 | Tórshavn          | Italia      | 26-27     | Fær Øer     | Qual. Mondiali 2023          |      |
| 16-01-2022 | Tórshavn          | Italia      | 29-28     | Lussemburgo | Qual. Mondiali 2023          | 10   |
| 16-03-2022 | Padova            | Italia      | 28-29     | Slovenia    | Qual. Mondiali 2023          | 3    |
| 27-06-2022 | Arzew             | Egitto      | 38-35     | Italia      | Giochi del Mediterraneo 2022 | 1    |
| 30-06-2022 | Arzew             | Italia      | 33-34     | Serbia      | Giochi del Mediterraneo 2022 | 1    |
| 01-07-2022 | Arzew             | Tunisia     | 34-29     | Italia      | Giochi del Mediterraneo 2022 | 1    |
| 04-07-2022 | Arzew             | Italia      | 34-25     | Turchia     | Giochi del Mediterraneo 2022 | 3    |
| 27-04-2023 | Vigevano          | Italia      | 29-31     | Polonia     | Qual. Euro24                 |      |
| 01-11-2023 | Sakarya           | Turchia     | 37-28     | Italia      | Qual. Mondiali 2025          | 2    |
| 05-11-2023 | Chieti            | Italia      | 37-27     | Turchia     | Qual. Mondiali 2025          | 1    |
| 13-03-2024 | Hasselt           | Belgio      | 25-29     | Italia      | Qual. Mondiali 2025          |      |
| 18-03-2024 | Pescara           | Italia      | 33-31     | Belgio      | Qual. Mondiali 2025          |      |
| Totale     |                   | Presenze    | 22        |             | Reti                         | 43   |